# 本多庸一
本多 庸一（ほんだ よういつ、1849年1月7日（嘉永元年12月13日） - 1912年（明治45年）3月26日）は、日本のキリスト教伝道者・牧師・教育者・政治家。日本メソヂスト教会の初代監督。青森県弘前市生まれ。新島襄、植村正久、内村鑑三、新渡戸稲造と並び、明治期日本におけるキリスト教主義教育の先駆者とされる。

## 来歴・人物

### 弘前藩士時代
本多の先祖は、徳川家譜代の本多氏の流れを汲む。
弘前藩士、石高300石の本多八郎左衛門久元（1823年-1896年）と本多トモの長男として1848年（嘉永元年）に弘前城下在府町に生まれる。幼名を徳蔵と言った。祖父、東作久貞は藩の要職を歴任した人物であった。
1858年、10歳より弘前藩の藩校稽古館で漢書の素読、儒学を学んだ。1865年(慶応元年)、17歳で手回組士として出仕して、藩校司監になる。本多は陽明学、蘭学、英学、兵法・剣術を学び、特に兵法、剣術の達人として幕末の困難な政局の中でさまざまな活動を行った。
戊辰戦争が始まると、1868年(慶応4年)6月に弘前藩は本多、菊池九郎らを奥羽越列藩同盟に参加するため白石城に派遣する。慶応4年（1868年）7月11日に、京都で留守役を勤めていた西館平馬が近衛家から勤皇派に転ずるようにとの命令書を持って帰国したことにより、藩論が一変して弘前藩が薩長同盟側に付く、弘前藩の重役会議に出席しているときに官軍側につくことが明らかにされる。本多、菊池、石郷岡一得、工藤峰次郎、岡兵一らは、弘前藩の裏切りは、列藩同盟に対する信義にもとるとして抗議したが、函館への転属を命じられた。本多、菊池、石郷岡らは、津軽藩主津軽承昭、黒石藩主津軽承叙らの慰留を振り切って、庄内藩からの使者と共に脱藩して、庄内へ行き背信を詫びて切腹しようとしたが、庄内藩士に説得されて止めた。そこで、9月中旬に弘前藩兵の捕虜で部隊を編成して、庄内藩軍に加わり、秋田戦争に従軍する。薩摩藩士西郷従道の指揮する薩摩軍三番小隊と交戦する。庄内藩降伏後、弘前藩に帰藩する。戦後藩はこの彼らの行動を「義挙」として称えて帰国を許した。
1869年箱館戦争では藩命に従い青森湊で参謀になる。

### 横浜ブラウン塾時代
維新後は弘前藩の命令で、1870年（明治3年）に英語を学ぶために横浜に留学した。横浜修文館で、オランダ改革派のアメリカ人宣教師のS.R.ブラウンらに英語を学んだ。1871年には、ジェームス・バラが小さな会堂で開いていたバラ塾に入学する。バラ塾生の本多、植村正久、押川方義がバラに要請して祈祷会を始めた。それがきっかけで、翌1872年3月10日にプロテスタント教会日本基督公会が設立される。本多は一度弘前に帰国した後、自費で留学して1872年5月にバラ塾に復帰した。直後、5月13日に日本基督公会の仮牧師になったJ・H・バラから受洗し、キリスト者となる。
後に、バラ塾の塾生と共に、1873年に開校されたS・R・ブラウンの私塾であるブラウン塾に入学し、ブラウンから英語を学んだ。

### 弘前教会・東奥義塾時代

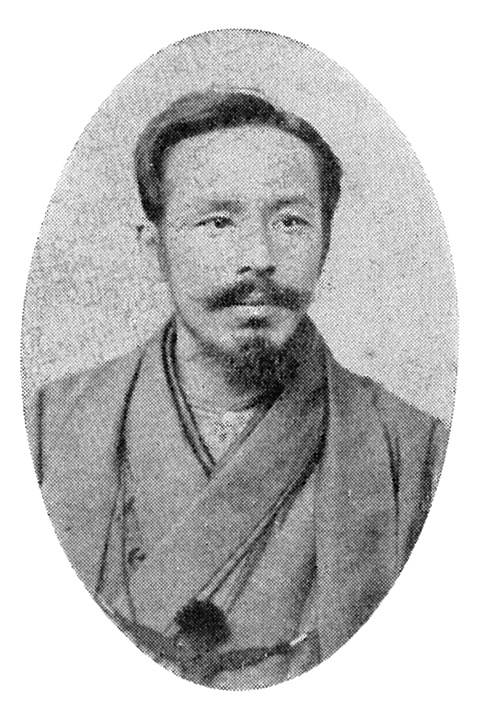
1881年頃の本多庸一

1872年に弘前に帰郷して、廃藩置県の影響で廃校となっていた東奥義塾を再興し、その年の12月より塾長を勤める。
珍田捨巳、菊池軍之助（菊池九郎の弟）、川村敬三、ジョン・イングらが教師となった。
塾長の働きの傍ら1876年（明治9年）、東北最古のプロテスタント教会である弘前教会をジョン・イングと共に設立し、初代牧師を兼務する。イングがメソジストの宣教師であったので、イングに合わせて弘前教会および本多はメソジストに転じる。弘前教会の初期のメンバー（弘前バンド）の、山鹿元次郎、古坂啓之助、山田寅之助、佐藤愛麿、珍田捨巳らは、伝道・教育・政治・産業・文化など様々な分野で活躍することになる。
弘前教会を牧会しながら、自由民権運動に関わり指導的な立場になった。1878年（明治11年）に、初めて府県会が開かれた時、初代青森県会議長に選出された。1879年には、国会請願書が出され、1881年には、国会開設の詔が下された。本多の支持者は、本多を第一期の衆議院議員にすることを希望して、本多もそれを希望していた。しかし、当時の政府は宗教家が代議士になることを禁止していたので、本多は政治家になるか、宗教家になるか悩んでしまう。

### アメリカ留学時代
1886年（明治19年）8月に設立された仙台美以教会（現在、日本基督教団仙台五橋教会） の初代牧師に就任する。翌年4月の連回会で本多は仙台美以教会の廃止案を提出し、可決される。しかし、鈴木義一とH・W・シュワーツの訴えにより存続されることになり、7月に本多は東京英和学校へ移動した。
東京では築地美以教会（現・日本基督教団銀座教会）の長老（正教師）になり、青山美以教会牧師と東京英和学校の教師になる。1888年（明治21年）長嶺サダ（本多貞子）と再婚した。同年9月より米国に洋行した。
ある日ペンシルベニア州スクラントンの郊外を友人の岩村透と共に散歩して、鉄橋の上で佇んでいると、列車が来た。岩村が叫んでも、列車が間近に迫るまで本多は気が付かなかった。危機一髪で気が付いて、とっさに枕木に身を伏せた。すると、列車は本多の頭をかすめて、本多の上着の端が裂けただけで助かった。この体験がきっかけで、本多は政界に進出することをやめて、キリスト教の伝道に生涯をささげる決心をした。後に、ドルー神学校で本格的に神学を学ぶ。

### 青山学院校長時代
1890年（明治23年）6月に帰国後、東京英和学校の校主（校長）に就任し、1894年（明治27年）、青山学院と改称し第2代院長となり、17年間院長職に就き学院発展の基礎を築く。その教育理念として“希くは神の恵みにより、我輩の学校より所謂Manを出さしめよ”という言葉を残し、青山学院は“Man”を育てる学校であると述べている。ここでいう“Man”とは、Sincerity（至誠ーきわめて誠実であるということ）、Simplicity（質直ー飾り気がなくまじめであること）という２つの資質を兼ね備えた人物であり、その精神はスクールモットーである「地の塩・世の光」へと繋がっている。
1897年（明治30年）7月1日に開かれた第9回福音同盟会の役員選挙により同会会長に選ばれた。その在任中に植村・海老名キリスト論論争が起こり、1902年4月の福音同盟会総会において「本同盟が福音主義と認める物は聖書を以って信仰と行為の完全なる規範とし、人とその救いのために世に降り給える吾等の主イエス・キリストを神と信じるものを言う。」と宣言され、海老名弾正は福音同盟会から追放された。しかし、本多は友人である海老名を追放したとして会長を辞任した。
1904年（明治37年）、日露戦争が始まると、キリスト教各派は連合して、戦時伝道部を設け、戦地を慰問することになった。キリスト教青年会同盟委員長であった本多は、大日本福音同盟会の委員長であった小崎弘道と一緒に、キリスト教の共同的奉仕について檄を飛ばした。その内容は、従軍布教師又は、軍隊慰問使を派遣して、軍隊のいるところで伝道すること。そして、軍人用の小冊子を内地と戦地で配布することであった。
1904年5月に、大日本福音同盟会は、本多と中田重治を委員として、韓国にある諸教会を訪問するという内容の書状を韓国基督教会に送った。大日本福音同盟会は、日露戦争は韓日両帝国（韓国と日本）の安全と東洋進歩平和の戦争であるが、韓国の領土で開戦したので、日本が委員を派遣して慰問すると主張した。
本多はメソジスト・エピスコパルの日本年会の任命した韓国伝道委員会の委員長を兼ねて、中田重治を同行者にして、韓国を訪問することになった。5月14日に筑後川丸に乗船して、16日に釜山に上陸して、木浦、仁川を経て、18日に京城（ソウル）に到着して、歩兵第24連隊第1大隊（連隊長山本悌二郎大佐）で中田と一緒に説教をした。その後、各地を訪問して、6月10日には黄州に行き、14日に平壌に行き、義州に向かう中田重治と一旦別れて、順安に行った。その後、元山に向った。
この時の韓国諸教会訪問は、日露戦争を白人対黄色人種の戦いであるようにみなす世界の世論に対して、日本の立場を弁明して、韓国にいた白人宣教師らに日本人にもクリスチャンがいることを知らしめるためであったと言われる。中田重治はその時の本多のことを『先生は武官や役人に対して非常に鄭重に礼儀正しくし、「彼らはこうしておけば喜んでいる」と言われた。』宿に就き床に横たわれば、直ぐ寝入ったと』言った。
1905年（明治38年）には日露戦争義戦宣伝民間使節として井深梶之助とともに欧米諸国を歴訪した。

### 日本メソジスト教会監督時代

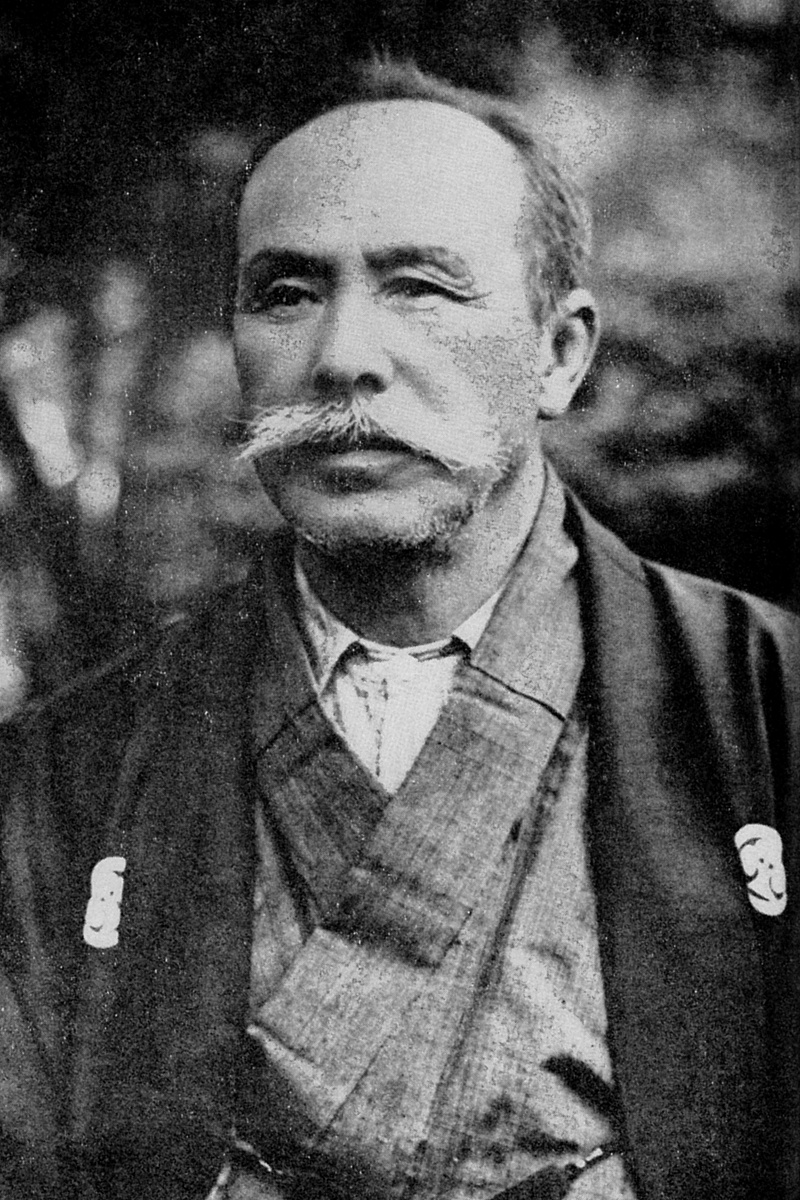
晩年の本多庸一

また、日本では統一的な組織でキリスト教宣教にあたったほうが合理的と考えるようになり、1907年、日本メソヂスト教会を設立する。同年青山学院の院長を退いて、初代監督となり、日本独自の宣教組織を確立した。
1909年（明治42年）の宣教開始50年記念会の感謝と、第十講演会「過去及将来に於ける宣教師の事業」の講演を担当。妻の貞子も講演をする。
1910年（明治43年）に英国エディンバラで行われた「世界宣教大会」に井深梶之助、原田助らと共に出席した。
1912年（明治45年）2月25日に、内務次官床次竹二郎の企画で、神道、仏教、キリスト教の三派の会同ために政府関者と各宗教の代表が出席した。政府は原敬内務大臣らが出席、キリスト教代表として、本多と宮川経輝、千葉勇五郎、井深梶之助ら7名が出席した。翌日、三派の大乗が再度会合して、決議案を検討した。キリスト教側はこの会同に進んで協力して、神仏二教と同等の待遇を受けたことを喜んだ。これを、三教会同という。
同年3月26日、メソジスト教会西部年会のために長崎市に滞在中、両肺気管支カタル、腸出血等の病気で死去した。4月12日夜、青山学院の弘道館で、追悼会が行われ、植村正久、中田重治らが出席した。墓所は青山霊園(のち多磨霊園に改葬)の他、郷里弘前市本行寺にも墓碑がある。
日本メソジスト教会最後の監督で本多の甥の阿部義宗が本多の業績を記念して、本多記念教会を設立した。

## 家族
- 本多愛雄 - 山形美以教会牧師
- 弟：西館武雄 - 西館建久の養子

## 弟子
- 山鹿旗之進
- 珍田捨巳
- 山鹿元次郎
- 古坂啓之助
- 平田平三
- 藤田匡
- 佐藤愛麿
- 伊東重
- 山田寅之助
- 中田重治
- 白戸八郎

## 著書

### 単著
- 『メソヂスト監督教会教理及び条例』メソヂスト出版舎、1892年3月。全国書誌番号:40050432。
- 『メソヂスト監督教会礼文』メソヂスト出版舎、1892年3月。全国書誌番号:40050438。
- 『宣戦詔勅俗解問答』清韓事件基督教徒同志会、1894年10月。全国書誌番号:40004468。
- 『メソジスト監督教会教理及び条例』メソジスト出版舎、1894年12月。全国書誌番号:40050433。
- 『軍人必要精神の糧』メソヂスト出版舎、1894年12月。全国書誌番号:40050044。
- 『一般の教育に関する文部省訓令第十二号に対する運動顚末概畧及意見』教文館、1899年12月。 NCID BB25410444。
- 『本多庸一先生説教集』白鳥斯文閣、1907年5月。 NCID BA42958657。全国書誌番号:40050387。
- 高木壬太郎 編『本多庸一先生遺稿』日本基督教興文協会、1918年11月。 NCID BN06323427。全国書誌番号:43012491。

### 編集
- 『東奥義塾一覧』本多庸一、1878年9月。全国書誌番号:40041397。
- 『美以教会個条及総則』メソヂスト出版舎、1894年3月。 NCID BA38906172。全国書誌番号:40050409。
- 『美以教会問答』メソヂスト出版舎、1894年3月。全国書誌番号:40050411。
- ソボルン『講演集 世界のペンテコステの説』メソヂスト出版舎〈メソヂスト教会講演集〉、1895年1月。全国書誌番号:40050075。
- ワーレン『吾等は先づ何を求むべき乎』メソヂスト出版舎、1895年1月。 NCID BA30592966。全国書誌番号:40050599。
- バルロース『講演集 神の永遠』メソヂスト出版舎、1895年3月。 NCID BB01696987。全国書誌番号:40049462。
- アンブラー『基督教の大真理』メソヂスト出版舎、1895年5月。 NCID BA55595115。全国書誌番号:40049627。
- 『一般の教育に関する文部省訓令第十二号に対する運動顛末概略及意見』教文館、1899年12月。 NCID BB25410444。
- 『日本メソヂスト教会礼文』教文館、1908年10月。 NCID BB01617459。全国書誌番号:40050259。
  - 『日本メソヂスト教会礼文』（複製版）更新伝道会出版委員会〈ウェスレー研究会パンフレット No.7〉、1991年10月。 NCID BN16161161。
- 『日本メソヂスト教会教義及条例』教文館、1909年1月。
  - 『日本メソヂスト教会教義及条例資料』（複製版）更新伝道会出版委員会〈ウェスレー研究会パンフレット No.8〉、1992年7月。 NCID BN15121591。

### 共著
- 本多庸一、三好退蔵 著、堀田達治 編『開会の辞・余が奉教上の閲歴』教文館〈福音同盟会演説集 第1集〉、1898年6月。 NCID BN14957352。

### 目録
- 小林和幸、青山学院資料センター150年史編纂室 編『本多庸一関係資料目録』青山学院150年史編纂委員会〈青山学院150年史編纂報告 1〉、2017年3月。 NCID BB23839487。全国書誌番号:22929270。